# Anna Weidenhayn
Anna Christina Weidenhayn, född Ahlström 1804, död 2 juni 1884 i Kung Karls församling i Västmanlands län, var en svensk xylograf.
Hon gifte sig 1844 med lantbrukaren Peter Weidenhayn. Hon var rikligt representerad i Charles Emil Hagdahls konstsamling.